# Mario Tani
Mario Tani (Bari, 24 dicembre 1976) è un regista cinematografico e produttore cinematografico italiano.

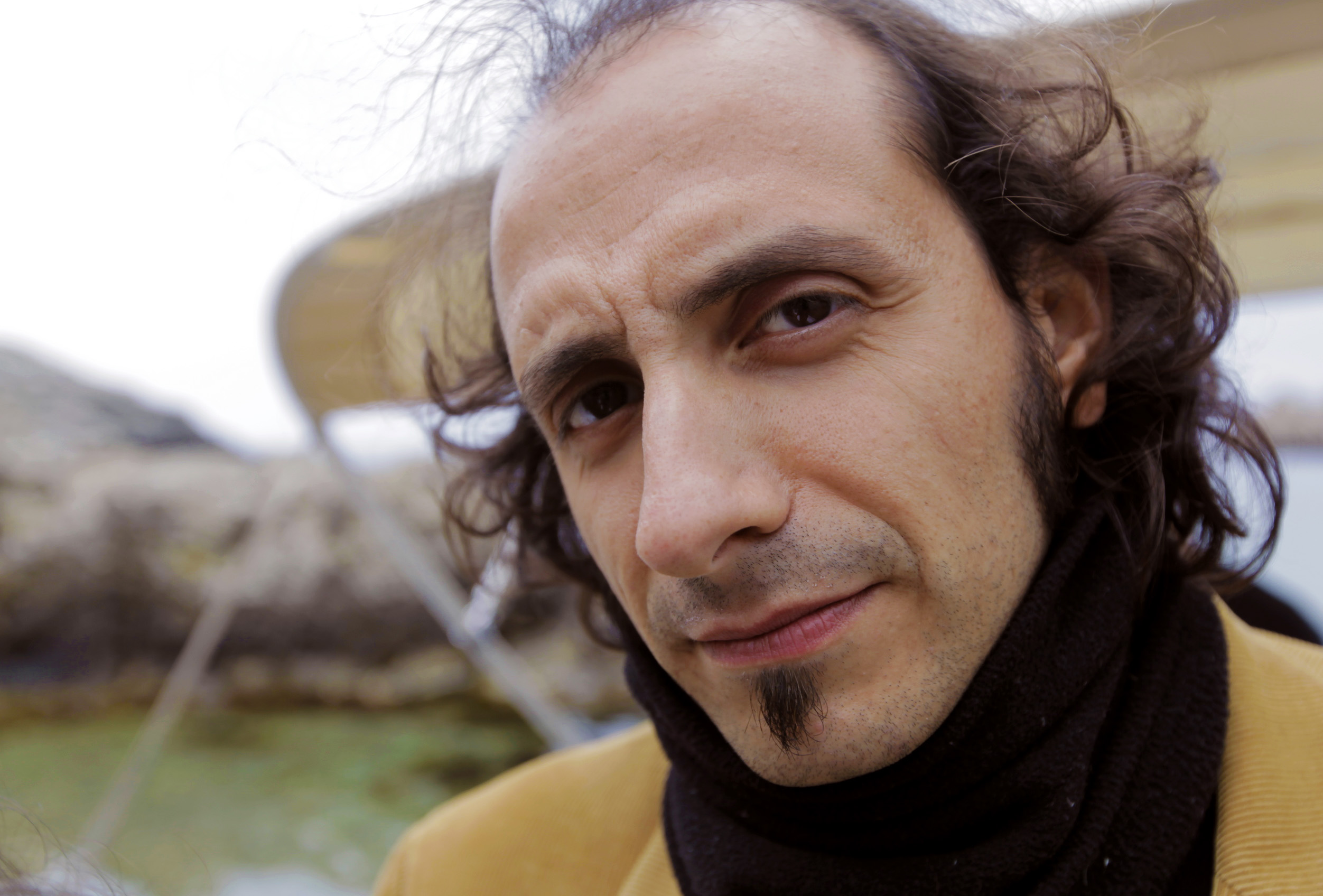
Mario Tani

Laureatosi in Storia e Critica del Cinema all'Università La Sapienza di Roma con una tesi su Dario Argento, si avvicina al cinema da giovanissimo, girando negli anni novanta numerosi cortometraggi in Video 8 e Hi-8 e fondando nel 1995, con due colleghi di università, la società di produzione MAC film, di cui è divenuto amministratore unico dopo averla legalmente costituita nel 2005.
La sua prima partecipazione a un festival di cinema risale al 1997, quando prende parte ad Anteprima per il Cinema Indipendente di Bellaria con il cortometraggio Riflessi di morte.
Autore anche di videoclip e documentari, partecipa, nel corso degli anni, a diverse manifestazioni cinematografiche in Italia e nel mondo.
Nel 2002 è Gillo Pontecorvo a premiare il suo cortometraggio L'affaire a Cinecittà, mentre numerosi sono i premi ottenuti con il successivo cortometraggio Un certain regard (2006).
La sua attività di produttore si intensifica a partire dal 2010, quando realizza, con il supporto della Roma Lazio Film Commission, il cortometraggio di genere thriller Le dernier combat, da lui stesso diretto.
Nel 2013 produce con la MAC film il documentario Temporary Road. (una) Vita di Franco Battiato, del quale cura anche la regia assieme a Giuseppe Pollicelli. Nello stesso anno, il film viene presentato in anteprima, nella sezione Festa Mobile, al Torino Film Festival ed esce nelle sale di tutta Italia, come evento unico, il 13 dicembre, distribuito da Nexo Digital.
Tra gli altri titoli prodotti da Mario Tani con MAC film figurano i cortometraggi di fiction La stagione dell'amore (2012) e Le avventure di Mr Food & Mrs Wine (2018), entrambi diretti da Antonio Silvestre, e i documentari Pietralata (2014, regia di Giuseppe Pollicelli) e Ralph De Palma. L'uomo più veloce del mondo (2020, regia di Antonio Silvestre).
Nel 2021, scrive, produce e dirige il suo primo lungometraggio, Il grande male, presentato in anteprima mondiale, fuori concorso, nell'edizione del 2023 del Bari International Film Festival.
Nel 2023, produce, in associazione con Amaranta Frame, PFA Films e Compagnia Leone, l'opera prima di Antonio Silvestre, L'ultima sfida.

## Filmografia
Regista
Lungometraggi
- Il grande male (2023)

Documentari
- Roseline (2020)
- Temporary Road. (una) Vita di Franco Battiato (2013)